# Coppa dei Campioni d'Africa 1992
La Coppa dei Campioni d'Africa 1992 è stata la ventottesima edizione del massimo torneo calcistico africano per squadre di club maggiori maschili.

## Risultati

### Turno preliminare
| Squadra 1          | Totale          | Squadra 2               | Andata | Ritorno        |
| ------------------ | --------------- | ----------------------- | ------ | -------------- |
| BDF XI             | 1 - 2           | Mbabane Highlanders     | 1 - 1  | 0 - 1          |
| Arsenal            | 4 - 0           | Eleven Arrows           | 3 - 0  | 1 - 0          |
| Sony Elá Nguema    | 2 - 6           | Primeiro de Agosto      | 2 - 3  | 0 - 3 (a tav.) |
| LPRC Oilers        | 2 - 3           | Mighty Blackpool        | 1 - 0  | 1 - 3          |
| ASC Police         | 2 - 2 (4-5 dcr) | Real Bamako             | 1 - 1  | 1 - 1          |
| Port Autonome      | 0 - 0 (1-3 dcr) | Sporting Clube da Praia | 0 - 0  | 0 - 0          |
| Brewery            | 2 - 4           | Al-Ittihad Tripoli      | 2 - 1  | 0 - 3          |
| St. Louis Suns Utd | 2 - 7           | Young Africans          | 1 - 3  | 1 - 4          |
| Sahel S.C.         | 4 - 2           | Postel Sport            | 2 - 1  | 2 - 1          |
| Tourbillon         | 1 - 1 (gfc)     | FACA                    | 0 - 0  | 1 - 1          |

### Primo turno
| Squadra 1               | Totale          | Squadra 2         | Andata | Ritorno |
| ----------------------- | --------------- | ----------------- | ------ | ------- |
| Al-Ittihad Tripoli      | 1 - 2           | Gor Mahia         | 1 - 0  | 0 - 2   |
| Arsenal                 | 2 - 2 (gfc)     | Kampala City      | 2 - 1  | 0 - 1   |
| Diables Noirs           | 2 - 5           | Julius Berger     | 2 - 1  | 0 - 4   |
| Étoile Ouagadougou      | 1 - 4           | ASEC Mimosas      | 0 - 2  | 1 - 2   |
| Horoya                  | 2 - 2 (5-4 dcr) | Espérance         | 2 - 0  | 0 - 2   |
| Inter Star              | 2 - 3           | Costa do Sol      | 2 - 0  | 0 - 3   |
| Mbabane Highlanders     | 1 - 9           | Nkana             | 0 - 2  | 1 - 7   |
| Mighty Blackpool        | 3 - 3 (3-4 dcr) | Canon Yaoundé     | 2 - 1  | 1 - 2   |
| SCOM Mikishi            | 1 - 3           | Asante Kotoko     | 1 - 1  | 0 - 2   |
| Primeiro de Agosto      | 3 - 0           | Sogara            | 1 - 0  | 2 - 0   |
| Real Bamako             | 2 - 3           | Wydad Casablanca  | 2 - 1  | 0 - 2   |
| Sahel S.C.              | 2 - 3           | MO Constantine    | 2 - 1  | 0 - 2   |
| Sporting Clube da Praia | 1 - 3           | Club Africain     | 0 - 0  | 1 - 3   |
| Sunrise                 | 3 - 3 (gfc)     | Sotema            | 2 - 3  | 1 - 0   |
| Tourbillon              | 2 - 2 (gfc)     | Al-Hilal Omdurman | 2 - 1  | 0 - 1   |
| Young Africans          | 1 - 3           | Ismaily           | 0 - 2  | 1 - 1   |

### Secondo turno
| Squadra 1          | Totale          | Squadra 2         | Andata | Ritorno |
| ------------------ | --------------- | ----------------- | ------ | ------- |
| Sotema             | a tav.          | Al-Hilal Omdurman | -      | -       |
| Costa do Sol       | 2 - 4           | Asante Kotoko     | 1 - 2  | 1 - 2   |
| Gor Mahia          | 1 - 1 (gfc)     | Canon Yaoundé     | 0 - 0  | 1 - 1   |
| Horoya             | 1 - 6           | Gor Mahia         | 1 - 2  | 0 - 4   |
| Julius Berger      | 3 - 4           | Wydad Casablanca  | 0 - 0  | 1 - 2   |
| Kampala City       | 0 - 6           | Nkana             | 0 - 4  | 0 - 2   |
| MO Constantine     | 1 - 1 (2-3 dcr) | Ismaily           | 1 - 0  | 0 - 1   |
| Primeiro de Agosto | 2 - 3           | Club Africain     | 2 - 0  | 0 - 3   |

### Quarti di finale
| Squadra 1     | Totale          | Squadra 2         | Andata | Ritorno |
| ------------- | --------------- | ----------------- | ------ | ------- |
| Club Africain | 4 - 6           | Ismaily           | 3 - 3  | 1 - 3   |
| ASEC Mimosas  | 4 - 4 (gfc)     | Asante Kotoko     | 1 - 2  | 3 - 2   |
| Nkana         | 3 - 4           | Wydad Casablanca  | 2 - 1  | 1 - 3   |
| Gor Mahia     | 2 - 2 (2-4 dcr) | Al-Hilal Omdurman | 2 - 0  | 0 - 2   |

### Semifinali
| Squadra 1    | Totale      | Squadra 2         | Andata | Ritorno |
| ------------ | ----------- | ----------------- | ------ | ------- |
| ASEC Mimosas | 3 - 3 (gfc) | Wydad Casablanca  | 3 - 1  | 0 - 2   |
| Ismaily      | 1 - 1 (gfc) | Al-Hilal Omdurman | 1 - 1  | 0 - 0   |

### Finale

#### Andata
| Arbitro: | Sène |

|                               |           |  |
| Daoudi 87’ (rig.) Fertout 90’ | Marcatori |  |

#### Ritorno
| Omdurman 13 dicembre 1992 | Al-Hilal Omdurman | 0 – 0 | Wydad Casablanca | Stadio Al-Hilal |